# Gabnai Csaba
Gabnai Csaba (Orosháza, 1969. szeptember 17. –) volt küzdősportoló, 1998 óta vállalkozó.

## Pályafutása
Orosházán 15 éves korában hagyományos, tradicionális Full Contact kyokushin karatéval kezdett, majd Orosházáról Szentesre igazolt, 1991-ben szerezte meg első felnőtt magyar bajnoki címét középsúlyban, ezt 1994-ben megismételte nehézsúlyban, majd 1995-ben ismét középsúlyban szerzett magyar bajnoki címet. Három alkalommal nyerte el a nemzetközi Szolnok kupát, két alkalommal a nyílt belga bajnokságot, megnyerte Walesben a nyílt brit bajnokságot, a francia bajnokságban harmadik, és 1994-ben a Challange Europenen középsúlyú létére dobogót szerzett súlycsoport nélkül totális kategóriában 3. helyezéssel. 1996-ban sportágat váltott Kick-box Full Contactra. A váltáskor kezdetben több kiütéses vereséget szenvedett, de később abban a sportágban is bekerült a magyar válogatottba. Középsúlyban 2 alkalommal szerez magyar bajnoki címet, elnyeri a nyílt Szlovák, és Németországban a Saxony Opent. Kick-Box Full Contactban 1996-ban Belgrád Európa Bajnokság döntős második helyezett. 1997 Dubrovnik Világbajnokság 3. helyezett. A versenyzést 1998-ban fejezte be, ekkor indult a vállalkozói pályafutása. Mára elismert üzletember, több hotel, belvárosi üzlethelyiségek, ipari létesítmény, bérlakás tömbök tulajdonosa.

## Sikerei, díjai
- Luoisiana állam fővárosának Baton Rouge város tiszteletbeli polgára.
- A magyar köztársasági érdemkereszt állami kitüntetés birtokosa.
- Sportolóként ötszörös magyar bajnok
- Nyílt Brit bajnok (Wales)
- Nyílt Szlovák bajnok
- Nyílt Belga bajnok kétszer
- Németország Saxony Open győztese
- Nyílt Francia bajnokság harmadik helyezett
- Challange European (Francia ország) totális kategória harmadik hely
- Európa Bajnokság (Belgrád) második hely
- Világbajnokság (Dubrovnik) harmadik hely

## Magánélet
Orosházán egyszerű környezetben nevelkedett, ez későbbiekben meghatározta gondolkodását. Óvodáskorától a helyi, akkor első osztályú birkózócsapat korosztályos tagja volt. Mezőgazdasági szakközépiskolában érettségizett. Középiskola első osztályban a birkózást kyokushin karatéra cseréli, Szentesre igazol, innen vonul be rögtön a középiskola befejezése után Szolnokra a mélységi felderítő zászlóaljhoz. Itt ejtőernyős katona, ekkor kap meghívást a Shihan Furkó Kálmán vezette magyar karate válogatottba, ahol nemzetközi szinten is eredményes. Leszerelését követően elvégezte a Rendőrtiszti Főiskolát, a Békéscsabán a speciális rendőri szolgálat tisztje. A rendőrségtől 1997-ben leszerel, ezt követően indul sikeres vállalkozói karrierje. 2002 óta házas, feleségével és lány gyermekével él Békéscsabán. Jelenleg is nagy népszerűségnek örvend.